# Manuel Ravest Mora
Manuel Ravest Mora (1934-8 de abril de 2015) fue un abogado e historiador chileno, especializado en la Guerra del Pacífico.

Comunidad de jurisdicciones de la gobernación del Plata y la gobernación de Chile entre 1570 y 1661 según Manuel Ravest Mora.

Fue abogado y licenciado en Ciencias Jurídicas, Políticas y Sociales de la Pontificia Universidad Católica de Chile y miembro de la Academia de Historia Militar de Chile.
Realizó importantes investigaciones sobre la Guerra del Pacífico, indagando en archivos británicos. Tradujo y publicó las cartas de la Compañía de Salitres y Ferrocarril de Antofagasta, que son determinantes para una nueva interpretación de los orígenes de la guerra, en su libro "La compañía salitrera y la ocupación de Antofagasta, 1878-1879".

## Vida privada
De su matrimonio con Oriana Peña Riveros nacieron cuatro hijos: Manuel Francisco, Matías, Juan Enrique y José Luis.

## Publicaciones
- Ocupación militar de la Araucanía: (1881-1883)
- Juan Martínez. Comandante de los mineros del Atacama
- Barros Arana y la pérdida de la Patagonia: mito y verdad
- La Compañía Salitrera y la ocupación de Antofagasta 1878-1879
- La Patagonia oriental según una real cédula de 1570 menospreciada por la historiografía chilena